# Antonio Palafox
Antonio Palafox est un ancien joueur mexicain de tennis, né en 1936 à Guadalajara.
Il a été l'entraineur de John McEnroe pendant 15 ans

## Palmarès

### Titre en simple messieurs
| No | Date | Nom et lieu du tournoi                           | Catégorie | Surface | Finaliste   | Score    |  |
| -- | ---- | ------------------------------------------------ | --------- | ------- | ----------- | -------- |  |
| 1  | 1961 | Tournoi de tennis de la côte Pacifique, Berkeley |           | NC      | Jim McManus | 7-5, 6-3 |  |

### Titres en double messieurs
| No | Date       | Nom et lieu du tournoi                          | Catégorie | Surface      | Partenaire   | Finalistes                        | Score                     |          |
| -- | ---------- | ----------------------------------------------- | --------- | ------------ | ------------ | --------------------------------- | ------------------------- | -------- |
| 1  | 16-06-1962 | Colonial National Invitation Fort Worth         |           | Dur (ext.)   | Rafael Osuna | Roy Emerson Fred Stolle           | 6-1, 6-4                  |          |
| 2  | 31-08-1962 | US National Championships Forest Hills          | G. Chelem | Gazon (ext.) | Rafael Osuna | Chuck McKinley Dennis Ralston     | 6-4, 10-12, 1-6, 9-7, 6-3 | Parcours |
| 3  | 1963       | Tournoi de tennis de la côte Pacifique Berkeley |           | NC           | Rafael Osuna | Bill Bond Tom Edlefsen            | 4-6, 6-4, 6-4, 6-4        |          |
| 4  | 24-06-1963 | The Championships Wimbledon                     | G. Chelem | Gazon (ext.) | Rafael Osuna | Jean-Claude Barclay Pierre Darmon | 4-6, 6-2, 6-2, 6-2        | Parcours |
| 5  | 15-09-1963 | Colonial National Invitation Fort Worth         |           | Dur (ext.)   | Rafael Osuna | Ronald Fisher Cliff Buchholz      | 6-3, 6-2                  |          |

### Finales en double messieurs
| No | Date       | Nom et lieu du tournoi                 | Catégorie | Surface      | Vainqueurs                    | Partenaire   | Score                    |          |
| -- | ---------- | -------------------------------------- | --------- | ------------ | ----------------------------- | ------------ | ------------------------ | -------- |
| 1  | 01-09-1961 | US National Championships Forest Hills | G. Chelem | Gazon (ext.) | Chuck McKinley Dennis Ralston | Rafael Osuna | 6-3, 6-4, 2-6, 13-11     | Parcours |
| 2  | 28-08-1963 | US National Championships Forest Hills | G. Chelem | Gazon (ext.) | Chuck McKinley Dennis Ralston | Rafael Osuna | 9-7, 4-6, 5-7, 6-3, 11-9 | Parcours |

### Finales en double mixte
| No | Date       | Nom et lieu du tournoi                 | Catégorie | Surface      | Vainqueurs                     | Partenaire          | Score         |          |
| -- | ---------- | -------------------------------------- | --------- | ------------ | ------------------------------ | ------------------- | ------------- | -------- |
| 1  | 02-09-1960 | US National Championships Forest Hills | G. Chelem | Gazon (ext.) | M. Osborne duPont Neale Fraser | Maria Bueno         | 6-3, 6-2      | Parcours |
| 2  | 26-09-1960 | Pacific Coast Championships Berkeley   |           | Dur (ext.)   | Carole Caldwell Chris Caldwell | Billie Jean Moffitt | 4-6, 6-3, 6-4 | Parcours |